# Geoglifos do Acre
Os geoglifos do Acre são um conjunto de geoglifos antigos localizados no estado brasileiro do Acre. Chamados de "tatuagens da terra" por alguns grupos indígenas da região, essas estruturas de terra escavada foram registradas pela primeira vez na década de 1970, quando o pesquisador Ondemar Dias encontrou oito dessas estruturas na terra do Acre enquanto executava suas atividades para o Programa Nacional de Pesquisas Arqueológicas da Bacia Amazônica (Pronapaba). Em 2018, um desses geoglifos acreanos, com aproximadamente 2500 anos de idade, foi tombado pelo Instituto do Patrimônio Histórico e Artístico Nacional (IPHAN). O conjunto dos geoglifos do Acre está atualmente na Lista Indicativa a Patrimônio Mundial como um candidato pelo Brasil.

## Localização
Foram encontrados geoglifos na região sudoeste da Amazônia Ocidental, estando a maioria localizada no estado do Acre, em áreas de interflúvios, nascentes de igarapés e várzeas, principalmente entre os rios Acre e Iquiri. São mais de 410 geoglifos no estado espalhados por cerca de 300 sítios arqueológicos.

## Função
Segundo o IPHAN, não existe consenso entre arqueólogos e outros pesquisadores que estudam a função e o uso desses geoglifos pelas sociedades amazônicas pré-coloniais, mas há uma convergência de conjecturas para a ideia de que se tratavam de espaços sociais coletivos para uso cerimonial, simbólico, ritualístico ou para moradia.

## Tombamento
O conjunto dos geoglifos do Acre atualmente fazem parte da Lista Indicativa a Patrimônio Mundial pelo Brasil. Essa lista reúne bens que podem ser capazes de receber o título de Patrimônio Mundial da UNESCO e deve retratar a riqueza e diversidade cultural e natural existente no país e contribuir para a compreensão do processo civilizatório da Humanidade. Segundo o IPHAN, os geoglifos acreanos são essenciais para entender o processo de ocupação e povoamento da região amazônica.